# Chien de Saint-Hubert
Il chien de Saint-Hubert, in italiano cane di sant'Uberto, limiere o, soprattutto in gergo giornalistico, cane molecolare (a volte chiamato con il nome inglese bloodhound) è una razza canina di origine belga riconosciuta dalla FCI (Standard N. 84, Gruppo 6, Sezione 1, Sottosezione 1).
I cani di sant'Uberto hanno un fiuto eccezionale, possedendo da 200 a 320 milioni di recettori olfattivi (molti di più dei recettori olfattivi nella media nei cani) e fin dal Medioevo vennero usati per la caccia, benché il loro aspetto fosse allora alquanto diverso dall'attuale, molto pesante e con innumerevoli pliche cutanee del tutto antistoriche.

## Storia
Cani chiamati bloodhound - in realtà incroci fra bloodhound vecchio tipo e molossoidi (v. dogo cubano) - furono usati dai conquistadores spagnoli per combattere e sterminare gli indios. Si dimostrarono talmente feroci che furono selezionati in modo particolare con finalità antiuomo a Cuba, per la ricerca degli schiavi fuggiti. Difatti, un nutrito numero di questi cani fu introdotto in Florida, insieme con i loro conduttori cubani, per essere utilizzati nelle guerre contro i pellirosse Seminole. Tuttavia i cani - sempre tenuti al guinzaglio - in quell'ambiente estremamente umido non riuscirono nel loro compito e furono infine rimpatriati.
Fu usato molto nei diversi conflitti, specie durante la prima guerra mondiale, come coraggioso e tenace cane da ricerca e soccorso dei feriti.

## Carattere
Il cane di sant'Uberto è timido, gentile e di maniere solenni, affettuoso con il padrone e schivo con gli estranei. Quando è impegnato a odorare non riesce a prestare attenzione a nient'altro, nemmeno alla voce del padrone. È molto sensibile alle lodi e ai rimproveri e pertanto facilissimo da educare. Non si dimostra mai aggressivo.